# Schmalenbeck (metrostation)
Schmalenbeck is een metrostation in de Duitse gemeente Großhansdorf. Het station werd geopend op 5 november 1921 en wordt bediend door lijn U1 van de metro van Hamburg.